# NK Krivaja Zavidovići
NK Krivaja je bosanskohercegovački nogometni klub iz Zavidovića.

## Povijest
Klub je osnovan 1919. godine kao prvi športski kolektiv u Zavidovićima. 
Klub su osnovali Musafia R. Albert, Mihajlo Bradić, Alojz Gjurić, Jeronim Gjurić, Konrad Mittermayer, Jakob Musafija, Heinrich Müller, Jakob Ozmo, Sepp, Hans Štern i Rudolf Štern.
U bivšoj državi natjecali su se i u Trećoj međurepubličkoj ligi. Godine 1974. u prometnoj nesreći na putu za Višegrad poginula su petorica igrača Krivaje. Iste godine Krivaja ispada iz Treće međurepubličke lige u niži rang natjecanja. 
U sezoni 2003./04. igrali su u Prvoj ligi FBiH iz koje su iste sezone ispali. 2010./11. ispadaju i iz Druge lige – Centar, ali se u istu ligu vraćaju nakon osvajanja prvoga mjesta u ligi Zeničko-dobojske županije.

## Poznati igrači
- Sead Sušić,
- Safet Sušić,
- Omer Džebić,
- Emir Šarvan,
- Matija Skudo,
- Zvonko Grebenar,
- Fuad Mulasmajić,
- Mustafa Faljić,
- Enver Žigić,
- Mladen Bartolović

## Poznati treneri
- Husnija Arapović

1. ↑  Album nogometnih klubova Jugoslavije, 1925., str. 140.